# Topographische Siedlungskennzeichnung nach STAT
Die Statistik Austria verwendet in den Auswertungen der amtlichen Statistik eine einheitliche topographische Siedlungskennzeichnung für die Klassifikation der Siedlungsformen als topographisches Objekt.
Die Klassifikation umfasst alle für das amtliche Ortsverzeichnis statistisch relevanten Objekte. Sie entsprechen auch der Kartensignatur (Symbolen) der Österreichischen Karte.
Folgende Bezeichnungen und Abkürzungen werden dabei angewendet (einschließlich einiger anderweitiger häufiger Abkürzungen):
| Abkürzung   | Bezeichnung                                                         | Erläuterung |
| ----------- | ------------------------------------------------------------------- | --- |
| Agh         | Alpengasthaus, -wirtshaus, -hotel                                   | |
| Alm         | Alm, Sennhütte (A)                                                  | |
| Alpe        | Alpe, Alphütte (A)                                                  | |
| B           | Wohnbaracke(n), Barackenlager                                       | |
| Bd          | Bad, Badeort ∗                                                      | |
| Bgw         | Bergwerk                                                            | |
| Burg        | Burg, Feste                                                         | |
| Camp        | Campingplatz                                                        | |
| D           | Dorf                                                                | geschlossener Ort mit zehn oder mehr Gebäuden |
| E           | Einzelhof, Einzelhaus, Einöde, Einschicht                           | ein oder zwei benachbarte Gebäude, nicht jedoch Guts- oder Meierhöfe: siehe Mh |
| Fbk         | Fabrik, Industrieanlage                                             | |
| Fhei        | Ferienheim, Jugendheim, Jugendherberge, Erholungsheim (für Gesunde) | |
| Gh          | Gasthaus, Wirtshaus                                                 | |
| Hgr         | Häusergruppe                                                        | (wird unspezifisch für kleinere Ansiedlungen ohne traditionell gewachsene Siedlungsform verwendet)                                                                                                 |
| Hot         | Hotel, Motel, Pension                                               | |
| Indz        | Industriezone                                                       | |
| Jh          | Jagdhaus, Forsthaus, Hegerhaus                                      | |
| Jhtt        | Jagd-, Forst-, Holzknecht-, Waldaufseher-Hütte, Holzstube           | |
| Ki          | Kirche, Kapelle, Bergkirche, Bergkapelle                            | |
| Kl          | Kloster, Stift                                                      | |
| Krwk        | Kraftwerk                                                           | Anlage zur Stromerzeugung: Dampf-, Elektrizitäts-, Wasserkraftwerk |
| Ks          | Kaserne, Militärlager                                               | |
| M           | Hauptort einer Marktgemeinde ∗                                      | |
| Mh          | Meierhof, Gutshof                                                   | |
| Mü          | Mühle, Hammerwerk                                                   | |
| R           | Rotte                                                               | mehrere Gebäude in lockerer Anordnung ohne Rücksicht auf die Zahl |
| Ru          | Ruine                                                               | |
| Sa          | Sanatorium, Heilstätte, Kurhaus, Kurheim, Spital                    | |
| Sä          | Säge, Sägemühle, Sägewerk                                           | |
| Sb          | Seilbahn, Sessellift                                                | einschließlich aller technischen Anlagen |
| Schh        | Schutzhütte, Schutzhaus                                             | |
| Schih       | Schihütte, Schiheim                                                 | |
| Schl        | Schloss                                                             | |
| Sdlg        | Siedlung, Kolonie                                                   | |
| Sgr         | Sandgrube, Schottergrube                                            | |
| St          | Stadt                                                               | wenn keine Stadtteile angeführt sind |
| Stbr        | Steinbruch                                                          | |
| Stt         | Stadtteil                                                           | |
| V           | Vorsäß                                                              | |
| W           | Weiler                                                              | drei bis neun Gebäude in engerer Lage |
| We          | Wochenendhaus(siedlung), Sommerhaus- / Ferienhaus(siedlung)         | |
| Wk          | Werk                                                                | Anlage der Ver- oder Entsorgung (ausgenommen Kraftwerke – siehe Kwk): Heizwerk, Umspannwerk, Kläranlage, Müllverbrennungsanlage (nicht: Industrielle Werke: Fbk; Bergwerke: Bgw; Ziegelwerke: Zgl) |
| Z           | Zollwachhaus, -hütte, Gebäudegruppe, die der Zollabfertigung dient  | Seit dem Schengenabkommen nur mehr weitgehend historisch |
| Zgl         | Ziegelei, Ziegelwerk, Ziegelofen, Ziegelgrube                       | |
| ZH          | Zerstreute Häuser                                                   | Gebäude, die über ein großes Gebiet verstreut liegen ohne Rücksicht auf deren Anzahl |
|             |                                                                     | |
| GB, Gbez ∗  | Gerichtsbezirk                                                      | |
| Gem ∗       | Gemeinde, Ortsgemeinde                                              | |
| KG ∗        | Katastralgemeinde                                                   | |
| O ∗         | Ortschaft                                                           | |
| OB ∗        | Ortschaftsbestandteil                                               | unspezifisch |
| PB, Bez ∗   | Politischer Bezirk                                                  | |
| SS ∗        | Statutarstadt                                                       | Stadt mit eigenem Statut (im Rang eines Bezirks) |
| ST ∗        | Stadtgemeinde                                                       | |
| ZB, ZBez ∗  | Zählbezirk                                                          | Statistischer Bezirk |
| ZSP, ZSpr ∗ | Zählsprengel                                                        | in Wien Zählgebiet |

Hervorgehobene Bezeichnungen sind direkte Siedlungsformen („Orte“ im Sinne des landläufigen Begriffs, also ohne Einzelsiedlungen, Gebäudekomplexen und technischen Anlagen, und Siedlungen außerhalb des Dauersiedlungsraumes)
∗ Sonstige Kürzungen: Verwaltungsrechtliche, nicht topographische Kennzeichnung, können als geographisches Flächenobjekt aber einem topographischen Objekt (einer Ansiedlung) zugeordnet sein
(A) Die Verwendung der Ausdrücke ‚Alm‘ und ‚Alpe‘ hängt „vom regionalen Sprachgebrauch ab“, bezeichnet aber begrifflich dasselbe – sie sind jedoch getrennt ausgewiesen